# 顏悅道
颜悦道（？—1615年），字君白，號琅玡（一作琅琊），直隸大名府魏县人，明朝政治人物。

## 生平
萬曆十九年（1591年）辛卯科順天鄉試第六十六名舉人，二十三年（1595年）中乙未科會試第一百七十一名，廷試三甲第五十四名進士，通政司觀政，本年六月初任山東諸城縣知縣，二十八年山東鄉試同考，本年十一月升户部廣東司主事，三十年管御馬倉，三十一年管理山东临清等地钞关，三十二年管易州倉，三十三年降調外任。三十五年降河東運判，三十八年升刑部主事，三十九年升员外，四十一年升浙江司郎中。有循聲。四十二年出守歸德府，赈饥不俟報聞，巡撫責之，抗對不屈，次年卒于官

## 家族
曾祖颜金。祖颜可亲。父颜学孔，庠生、敕封文林郎诸城县知县。母张氏，敕封孺人。重庆下。弟悟道、體道。

## 引用
1. ↑  《萬曆乙未科進士同年序齿録》
2. ↑  《萬曆二十三年乙未科進士履歷》：颜悦道，瑯琊，诗四房，丙寅七月十七日生。魏县人，辛卯六名，会试一百七十一名，三甲五十四名。通政司政，乙未授山东諸城知縣，庚子升户部主事，壬寅管御馬倉，癸卯管臨清鈔關，甲辰管易州倉，乙巳降調外任，丁未降河東運判，庚戌升刑部主事，辛亥升员外，癸丑升浙江司郎中，甲寅升河南歸德知府，乙卯卒。
3. ↑  《大名府志》
4. ↑  《魏县志》：颜悦道，号琅琊，魏人，万历二十三年进士，授诸城县。以治最升户部主事，管临清榷钞。转刑部主事，历员外郎。中出为归德知府，卒于官。悦道有吏才，熟于刑名，断狱明决。在归德时境内大荒。悦道一面申请，一面发赈，巡抚让其专。悦道曰：“矫诏发粟，汲长孺非耶？”巡抚曰：“长孺出使河北，势不能达。矫诏权也，今梁宋咫尺，不候详，岂今又有一长孺耶？”悦道曰：“长孺为民请命，岂计从违？若以路远矫诏，非长孺矣！今小民嗷嗷，以升斗为续命，若待详允，犹挽西江之水就涸鲋也。当索吾民于枯鱼之肆矣。”当事者卒无以难。